# Regio Exequatur
El Regio exequatur va ser un dret adquirit per la corona espanyola al segle xvi durant el mandat del Papa Alexandre VI, mitjançant el qual es reservava el dret de vetar documents papals o butlles que anessin a ser enviades a Iberoamèrica. Aquest dret era impensable en una societat on la figura del Papa i els seus dictàmens eren incontestables.